# Wacław Tkaczuk

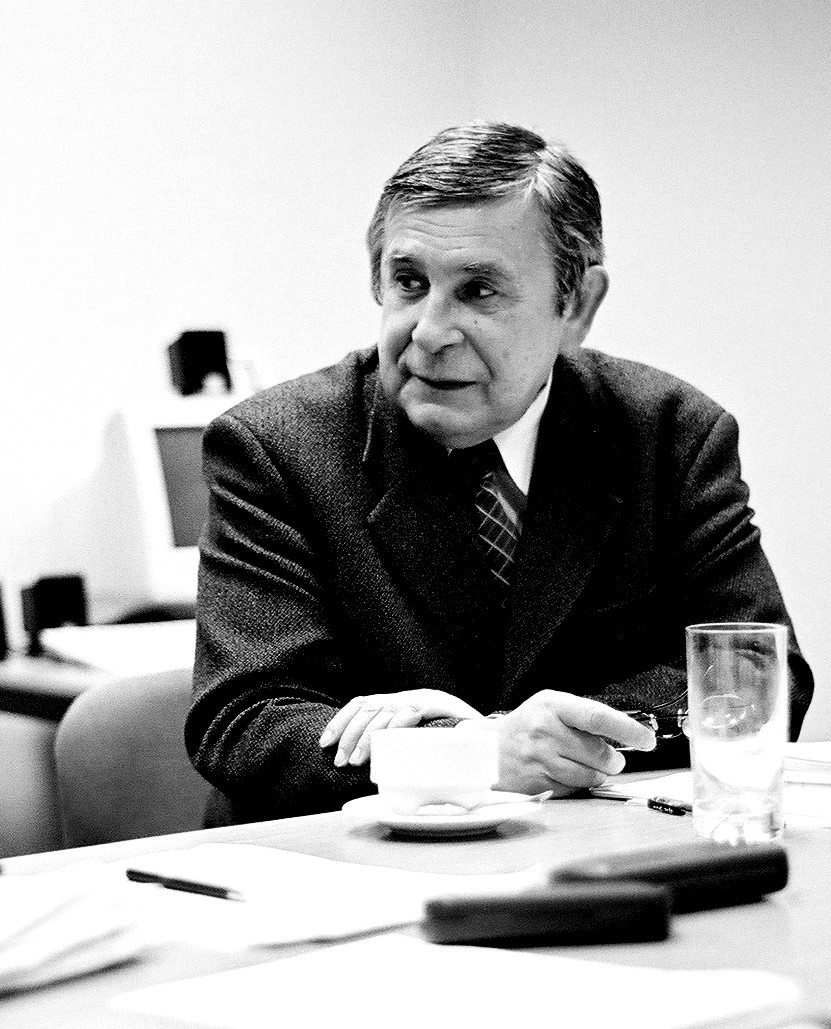
Wacław Tkaczuk, 2003

Wacław Tkaczuk (ur. 30 marca 1942 w Delatynie, zm. 5 stycznia 2018 w Warszawie) – polski dziennikarz, krytyk literacki, poeta.

## Życiorys
Absolwent studiów na kierunku polonistyka na Katolickim Uniwersytecie Lubelskim. W latach 1981–1985 sekretarz redakcji tygodnika „Antena”. Z Polskim Radiem związany w latach 1990–2005. Pełnił tam funkcję sekretarza i wicedyrektora Programu II PR, od 1994 do 2005 był kierownikiem literackim Teatru Polskiego Radia. Animator pozaantenowych spotkań Teatru PR ze słuchaczami, juror Festiwalu Słuchowisk Polskiego Radia w Bolimowie w latach 1997–1999, w Rzeszowie w 2000 oraz w Sopocie na I, II, III, IV i VII Krajowym Festiwalu Teatru Polskiego Radia i Teatru Telewizji Polskiej – „Dwa Teatry”. W latach 1999–2006 trzykrotnie powołany w skład Komisji Etyki Polskiego Radia.
Od 1996 prowadził zajęcia z zakresu radiowych form artystycznych na Studium Komunikowania Społecznego i dziennikarstwa KUL. Był członkiem zespołu redakcyjnego kwartalnika „Regiony” w latach 1999–2004.

## Dokonania
Był autorem licznych audycji literacko-dokumentalnych i poetyckich oraz, rzadziej adaptacji radiowych prozy, dramatu i poezji.
Laureat Złotego Mikrofonu w (1993) i Nagrody Rady Programowej PR w (2004).
Jest laureatem Nagrody Literackiej im. Stanisława Piętaka (1994), za prezentację poezji współczesnej na antenie radiowej.
W 2009 został laureatem Nagrody im. Witolda Hulewicza w kategorii twórczości radiowej za zasługi w dziedzinie kultywowania hulewiczowskich tradycji „Teatru Wyobraźni”, czyli Teatru Polskiego Radia.
Był znany również jako poeta, krytyk, wydawca, tłumacz literatury niemieckiej, m.in. utworów J.W. Goethego i R.M. Rilkego.

## Twórczość poetycka
- Skrzydło liścia (wyd. Iskry, 1970)
- Co z ognia – co z wody (wyd. Ars Christiana – Novum, 1977)
- Na więcej, na przepadłe (wyd. Iskry, 2013)
- autor wyboru poezji pt. Prośba do Matki Boskiej. Antologia polskiej poezji maryjnej (wyd. Ludowa Spółdzielnia Wydawnicza, Warszawa 1991)